# Neptis excellens
Neptis excellens är en fjärilsart som beskrevs av Butler 1878. Neptis excellens ingår i släktet Neptis och familjen praktfjärilar. Inga underarter finns listade i Catalogue of Life.